# Fabio Geda
Fabio Geda, né le 1er mars 1972, est un éducateur et écrivain italien.

## Biographie
Fabio Geda est né à Turin le 1er mars 1972. Il est diplômé en sciences de la communication avec une thèse en marketing. Il travaille comme éducateur auprès de la ville de Turin où il vit. Fabio Geda publie régulièrement des articles liés à la jeunesse et à l'éducation dans des journaux, comme Linus et La Stampa. Il est également actif au sein de l'association Support and Sustain Children qui vient en aide aux réfugiés en Syrie et travaille en collaboration avec l'école d'écriture Holden, la Fondation pour le Livre, la Musique et la Culture et le Circolo dei Lettori de Turin,.

### Œuvre littéraire
Son premier roman, Per il resto del viaggio ho sparato agli indiani, en 2007, est sélectionné pour le prix Strega. Il raconte l'histoire  d'un garçon roumain qui traverse l'Europe à la recherche de son grand-père. En 2008, paraît La Séquence exacte des gestes.
Dans la mer, il y a des crocodiles (italien : Nel mare ci sono i coccodrilli) paru en 2010 est basé sur l'histoire vraie d'Enaiatollah Akbari, un enfant afghan de l'ethnie Hazara, contraint de fuir la persécution des pachtounes et des talibans et qui voyage seul à travers le Pakistan, la Turquie et la Grèce pour arriver en Italie où il obtient l'asile politique. Le récit devient un best-seller, vendu à plus de 400 000 exemplaires en Italie et traduit dans plus de 30 langues,,,,,. Il est porté à la scène dans une pièce de théâtre, Crocodiles, mise en scène par Carole Guittat et Cendre Chassanne.
Fabio Geda écrit également des romans pour la jeunesse, dont la série Berlin (it), écrite en collaboration avec Marco Magnone (it).

## Publications traduites en français
- Dans la mer il y a des crocodiles (titre original : Nel mare ci sono i coccodili) ), trad. de l'italien par Samuel Sfez, Liana Levi, 2012
- Histoire d'un fils (tire original : Storia di un figlio. Andata e ritorno), trad. de l'italien par , Slatkine, 2023  (ISBN 978-2889442089)
- Le Dernier été du siècle (titre original : L'estate alla fine del secolo), trad. de l'italien par Dominique Vittoz, Albin Michel 2014
- Pendant le reste du voyage, j'ai tiré sur les Indiens (titre original : Per il resto del viaggio ho sparato agli indiani), trad. de l'italien par Augusta Nechtschein, Actes Sud, 2009  (ISBN 978-2847201321)
- La Séquence exacte des gestes (titre original : L'esatta sequenza dei gesti), trad. de l'italien par Augusta Nechtschein, Actes Sud, 2011  (ISBN 978-2847201819)

## Distinctions
- 2008 : Prix Stresa, Prix Marisa Rusconi (it) et nomination comme meilleur début au prix littéraire Via Po à Turin pour Pendant le reste du voyage, j'ai tiré sur les Indiens[3].
- 2009 : Prix Grinzane Cavour et Prix des lettres de Lucca pour La Séquence exacte des gestes[1],[3]